# 西英村
西英村（にしあがたむら）は、石川県河北郡にあった村。現在のかほく市の南東端にあたる。

## 地理
- 山 ： 鳶山
- 河川 ： 宇ノ気川

## 歴史
- 1889年（明治22年）4月1日 - 町村制の施行により、河北郡指江村、狩鹿野村、上山田村、下山田村、気屋村及び多田村を廃し、その区域をもって河北郡西英村を設置する。
- 1907年（明治40年）8月10日 - 河北郡西英村及び金津村を廃し、その区域をもって河北郡宇ノ気村を設置する。

## 交通

### 鉄道路線
旧村域を国有鉄道（後の七尾線）が通過するが、駅は所在しなかった。